# Antoniotto Usodimare (cacciatorpediniere)
L’Antoniotto Usodimare è stato un esploratore e successivamente un cacciatorpediniere della Regia Marina.

## Storia

### Nome e motto
L'Usodimare prese nome dal navigatore genovese Antoniotto Usodimare nato nel 1416, che esplorò le coste occidentali dell'Africa per conto di Enrico il Navigatore infante del Portogallo. Scomparve in circostanze non note intorno al 1461.
Il motto della nave, Navigare necesse, è tratto dalla famosa frase pronunciata da Pompeo ai suoi marinai: Navigare necesse est, vivere non est necesse.

### Gli anni trenta

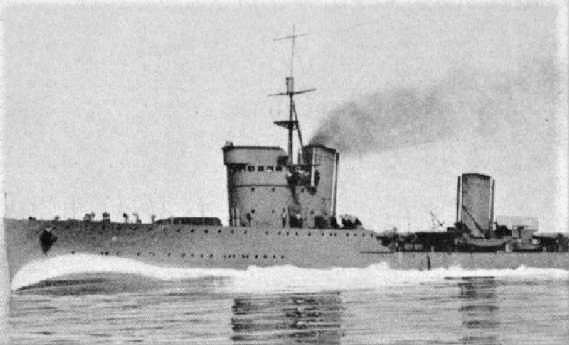
L'Usodimare durante le prove in mare: si noti che la nave è ancora priva dell’armamento

L'Usodimare fu la sesta unità della classe ad entrare in servizio nel novembre del 1929 come esploratore leggero, subendo poco dopo il primo importante ciclo di modifiche per il miglioramento della stabilità (alleggerimento e abbassamento delle sovrastrutture), nonché la sostituzione di timone (1932) e tubi lanciasiluri.
Nel dicembre 1930 fu impiegato a supporto della crociera aerea transatlantica Italia-Brasile di Italo Balbo.
Il 10 agosto 1934 fu speronato dal piroscafo Pallade al largo di Procida: nell'incidente rimasero uccisi due uomini dell'equipaggio del cacciatorpediniere.
Prese inoltre parte alla guerra civile spagnola (1936-1938).
Nel 1938 fu declassato a cacciatorpediniere e assegnato alla XVI Squadriglia Cacciatorpediniere con base a Taranto. Dal dicembre 1939 all'aprile 1940 si trasferì a Lero al Comando FN Egeo in organico alla 16ª squadriglia costituita da da Recco e Tarigo.
Contrariamente alla quasi totalità delle unità gemelle (eccettuato il da Recco) non subì l'ultimo ciclo di modifiche perché distaccato a Lero sino al 30 aprile 1940, per cui mantenne la conformazione originale fino alla fine della propria carriera operativa.

### La seconda guerra mondiale
All'inizio del secondo conflitto mondiale faceva parte della XVI Squadriglia Cacciatorpediniere insieme ai gemelli da Recco, Tarigo e Pessagno.
Alle due di notte del 12 giugno 1940 salpò da Taranto, insieme al Pessagno, al da Recco, alla I Divisione (incrociatori pesanti Zara, Fiume e Gorizia), alla VIII Divisione (incrociatori leggeri Duca degli Abruzzi e Garibaldi) ed alla IX Squadriglia Cacciatorpediniere (Alfieri, Oriani, Gioberti, Carducci) per pattugliare il Mar Ionio.
Alle 14.10 del 7 luglio 1940 salpò da Taranto insieme a Da Recco e Pessagno ed alle Divisioni incrociatori IV (da Barbiano, Alberto di Giussano, Cadorna e Diaz) e VIII (Duca degli Abruzzi e Garibaldi) in appoggio ad un convoglio per la Libia (trasporti truppe Esperia e Calitea, motonavi Marco Foscarini, Francesco Barbaro e Vettor Pisani, scortate dalle torpediniere Orsa, Procione, Orione, Pegaso, Abba e Pilo).
Tale formazione si unì poi alla I e II Squadra navale, partecipando alla battaglia di Punta Stilo del 9 luglio, nella quale tuttavia l’Usodimare non ebbe un ruolo di rilievo.
Il 1º agosto lasciò Augusta insieme ai gemelli Vivaldi, da Noli, Pessagno e da Recco per una missione di caccia antisommergibile, che si concluse con l'affondamento del sommergibile britannico Oswald da parte del Vivaldi.
Il 1º febbraio 1941 rimase danneggiato in seguito a una collisione con la grossa motonave mista Viminale.
Il 3 giugno 1941 effettuò la posa di due campi minati a nordest di Tripoli, insieme ai cacciatorpediniere Pigafetta, da Verrazzano, da Recco, Gioberti, Scirocco e da Mosto e alle Divisioni IV (incrociatori leggeri Bande Nere e Alberto di Giussano) e VII (incrociatori leggeri Eugenio di Savoia, Duca d'Aosta ed Attendolo).
Tra il 31 agosto ed il 2 settembre scortò (insieme ai cacciatorpediniere Aviere, Da Noli, Camicia Nera, Pessagno e Gioberti) un convoglio composto dai trasporti truppe Victoria, Neptunia ed Oceania in rientro da Tripoli a Taranto; le navi giunsero indenni a destinazione, nonostante un attacco da parte del sommergibile britannico Upholder.
Nelle prime ore della sera del 16 settembre partì da Taranto per scortare il convoglio «Vulcania», diretto a Tripoli: formavano il convoglio i trasporti truppe Neptunia ed Oceania, scortati, oltre che dall’Usodimare, dai cacciatorpediniere Nicoloso Da Recco, Antonio Da Noli, Vincenzo Gioberti ed Emanuele Pessagno. Il convoglio incappò però in uno sbarramento formato al largo delle coste libiche dai sommergibili britannici Upholder, Unbeaten, Upright ed Ursula: alle 4.15 del 18 settembre, i siluri lanciati dall’Upholder centrarono il Neptunia e l’Oceania, che s'immobilizzarono ed iniziarono ad imbarcare acqua. Dopo aver recuperato 485 naufraghi, l’Usodimare fu distaccato per scortare il Vulcania, indenne, mentre gli altri cacciatorpediniere si fermavano per dare la caccia al sommergibile e soccorrere le navi colpite (affondarono poi entrambe). Alle 6.20 le due unità furono attaccate dal sommergibile britannico Ursula, che alle 7.20 lanciò quattro siluri da 3.000 metri: sommergibile e siluri furono però avvistati da aerei e navi partite da Tripoli a supporto del convoglio, così che il Vulcania, avvertito, poté evitare i siluri di poppa con la manovra, giungendo poi illeso a Tripoli.
Il 2 ottobre salpò da Napoli per scortare – insieme ai cacciatorpediniere Euro, Antonio Da Noli e Vincenzo Gioberti, cui poi si aggiunsero le torpediniere Partenope e Calliope – un convoglio formato dai trasporti Vettor Pisani, Fabio Filzi, Rialto e Sebastiano Venier; quando – il 5 ottobre – la Rialto, colpita da aerosiluranti britannici dell'830° Squadron, colò a picco in posizione 33°30' N e 15°53' E.
Dal 16 al 19 ottobre fece parte della scorta (cacciatorpediniere Folgore, Fulmine, Gioberti, Da Recco, Sebenico) di un convoglio in navigazione da Napoli a Tripoli (trasporti Beppe, Marin Sanudo, Probitas, Paolina e Caterina), cui si aggregarono poi il motopeschereccio Amba Aradam e la torpediniera Cascino; il Beppe fu silurato il 18 dal sommergibile HMS Ursula, dovendo essere preso a rimorchio dal rimorchiatore Max Barendt ed assistito dal Da Recco e dalla torpediniera Calliope (giunse a Tripoli il 21), mentre il Caterina affondò nel punto a 62 miglia per 350° da Tripoli in seguito ai danni riportati in un attacco aereo; il resto del convoglio giunse a Tripoli il 19.
Alle 10:30 del 12 dicembre salpò da Messina per scortare a Taranto – da dove le navi sarebbero proseguite per Tripoli – insieme al Da Recco, nell'ambito dell'operazione «M 41», il convoglio «A», formato dalle moderne motonavi Fabio Filzi e Carlo Del Greco; alle 2.30 del 13, mentre le navi transitavano 15 miglia a sud di Capo San Vito, ad una decina di miglia da Taranto, furono attaccate dal sommergibile HMS Upright che silurò i mercantili: il Filzi si capovolse ed affondò in sette minuti, il Del Greco, mentre se ne tentava rimorchio, affondò per i danni; perirono 214 dei 649 uomini imbarcati sulle due navi.
Il 16 dicembre, aggregato alla X Squadriglia Cacciatorpediniere, partecipò, unitamente alle corazzate Andrea Doria, Giulio Cesare e Littorio, agli incrociatori pesanti Trento e Gorizia ed ai cacciatorpediniere Granatiere, Bersagliere, Fuciliere, Alpino, Corazziere, Carabiniere, Gioberti, Oriani e Maestrale, alla scorta indiretta nell'ambito dell'operazione di convogliamento per la Libia «M 42» (due convogli formati in totale dai mercantili Monginevro, Napoli, Ankara e Vettor Pisani con la scorta dei cacciatorpediniere Saetta, Da Recco, Vivaldi, Da Noli, Malocello, Pessagno e Zeno, entrambi partiti da Taranto e diretti a Bengasi – l’Ankara ed il Saetta – e Tripoli – le altre unità –); le navi arrivarono a destinazione senza danni il 18, mentre il gruppo d'appoggio prese parte ad un inconclusivo scontro con una formazione britannica che prese il nome di prima battaglia della Sirte (17 dicembre 1941).
Nel 1942 le mitragliere da 13,2 mm furono rimpiazzate da 7 da 20 mm.
Alle 10:15 del 3 gennaio 1942 salpò da Messina unitamente ai cacciatorpediniere Bersagliere, Fuciliere, Vivaldi e Da Recco per scortare a Tripoli, nell'ambito dell'operazione «M 43» (tre convogli per la Libia con in mare complessivamente 6 mercantili, 6 cacciatorpediniere e 5 torpediniere), un convoglio composto dalle moderne motonavi Nino Bixio, Lerici e Monginevro: tutti i mercantili giunsero a destinazione il 5 gennaio.
Il 18 gennaio stava scortando insieme al Da Recco la grande motonave cisterna Giulio Giordani quando il convoglio venne attaccato da aerosiluranti Fairey Swordfish dell'830° Squadron, uscendone tuttavia senza danni.
Il 21 febbraio, nel corso dell'operazione «K. 7», fece parte – unitamente ai cacciatorpediniere Maestrale, Pigafetta, Pessagno, Scirocco ed alla torpediniera Circe – della scorta di un convoglio (formato dalla grande nave cisterna Giulio Giordani e motonavi da carico Lerici e Monviso) salpato da Corfù alle 13.30 ed arrivato poi a Tripoli. Il 23 febbraio, alle 10:14, la Circe individuò il sommergibile britannico P 38, che stava cercando di attaccare il convoglio: la torpediniera bombardò il sommergibile con cariche di profondità, danneggiandolo seriamente, poi intervennero l'Usodimare ed il Pessagno che gettarono a loro volta bombe di profondità e mitragliarono anche, in collaborazione con aerei, l'unità nemica appena affiorata: il P 38 affondò con tutto l'equipaggio, nel punto 32°48' N e 14°58' E.
L’Usodimare è stato l'unico cacciatorpediniere italiano ad andare perduto in un tragico caso di fuoco amico. Alle due di notte dell'8 giugno 1942, infatti, l'unità lasciò Napoli per scortare a Tripoli la moderna motonave Vettor Pisani; le due unità si congiunsero poi, una volta nel canale di Sicilia, con un altro convoglio diretto in Libia. Nella stessa zona si trovava anche un sommergibile italiano, l’Alagi, appena giunto nel suo settore d'agguato (una ventina di miglia a settentrione di Capo Blanc) e non informato della presenza del convoglio: ritenendo perciò le navi britanniche, il sommergibile le attaccò lanciando tre siluri contro il cacciatorpediniere più vicino, che era proprio l’Usodimare. Centrato da un siluro alle 21.20, il cacciatorpediniere si spezzò in due e s'inabissò in cinque minuti, 72 miglia a nord di Capo Bon. Tra i 306 uomini a bordo (incluso un piccolo gruppo di marinai di passaggio) vi furono 141 morti e 165 sopravvissuti.
Nel corso del conflitto l’Usodimare aveva effettuato 113 missioni di guerra, percorrendo complessivamente 41.972 miglia.

### Comandanti
- Capitano di fregata Sante Bondi (nato il 4 settembre 1899) (dal 10 giugno 1940 all'ottobre 1940)
- Capitano di fregata Alfonso Galleani (nato a Roma il 2 gennaio 1899) (dall'ottobre 1940 al 27 ottobre 1941)
- Capitano di fregata Luigi Merini (nato a Livorno il 15 marzo 1898) (dal 28 ottobre 1941 all'8 giugno 1942)